# Saudisch-Jemenitische Sperranlagen
Die Saudisch-Jemenitische Sperranlagen waren eine von Saudi-Arabien im Dezember 2003 begonnene Befestigung entlang der Grenze zu Jemen, um Waffenschmugglern aus Jemen den Zugang zu erschweren. Der Verlauf der saudisch-jemenitischen Grenze (inklusive einer 20 km breiten neutralen Zone als Weideland für beide Seiten) wurde im Abkommen von Dschidda festgelegt. 
Der im Jemen lebende schiitische Stamm der Wayla erhob jedoch Einspruch gegen den vereinbarten Verlauf der Grenze und drohte, den Grenzzaun zu sprengen. Der Stamm verglich den saudischen Zaun mit dem israelischen und behauptete, dass sich die Anlagen 5 km auf jemenitischen Gebiet befänden. 
Im Februar 2004 stoppte die saudische Regierung die Bauarbeiten vorübergehend und vereinbarte gemeinsame Grenzpatrouillen mit Jemen.
Im Jahr 2009 begann Saudi-Arabien mit dem Bau eines erweiterten Grenzsicherungssystems und errichtete einen Stacheldrahtzaun entlang des größten Teils der 1600 Kilometer langen Grenze, um den Zustrom Tausender schiitischer Rebellen und ihrer Unterstützer aus dem Jemen abzuwehren.